# 牧首巴西爾三世
牧首巴西爾三世（希臘語：Βασίλειος Γ΄，俗名巴西爾·喬吉亞迪斯，1846年—1929年9月29日），1925年至1929年擔任君士坦丁堡總主教，新羅馬，及普世牧首。他被形容為一位睿智的教長，「生活簡樸，不貪財，無私，仁慈且精通多語的作家」。

## 生平
他於1846年出生於赫魯索波利斯（斯庫塔里），位於加爾西多尼亞。父母分別是喬治神父和凱瑟琳。他在雅典大學主修神學與語言學，並於1871年畢業。次年，他被任命為哈爾基聖神學院的教授，教授希伯來語、解經學、舊約聖經、新約聖經以及地理學，並同時進行手稿的歷史研究與發表相關論文。在1880年，他被學院派往歐洲進一步深造，曾於羅馬、柏林、萊比錫、倫敦和維也納的圖書館工作。1884年，他在慕尼黑大學獲得哲學博士學位。

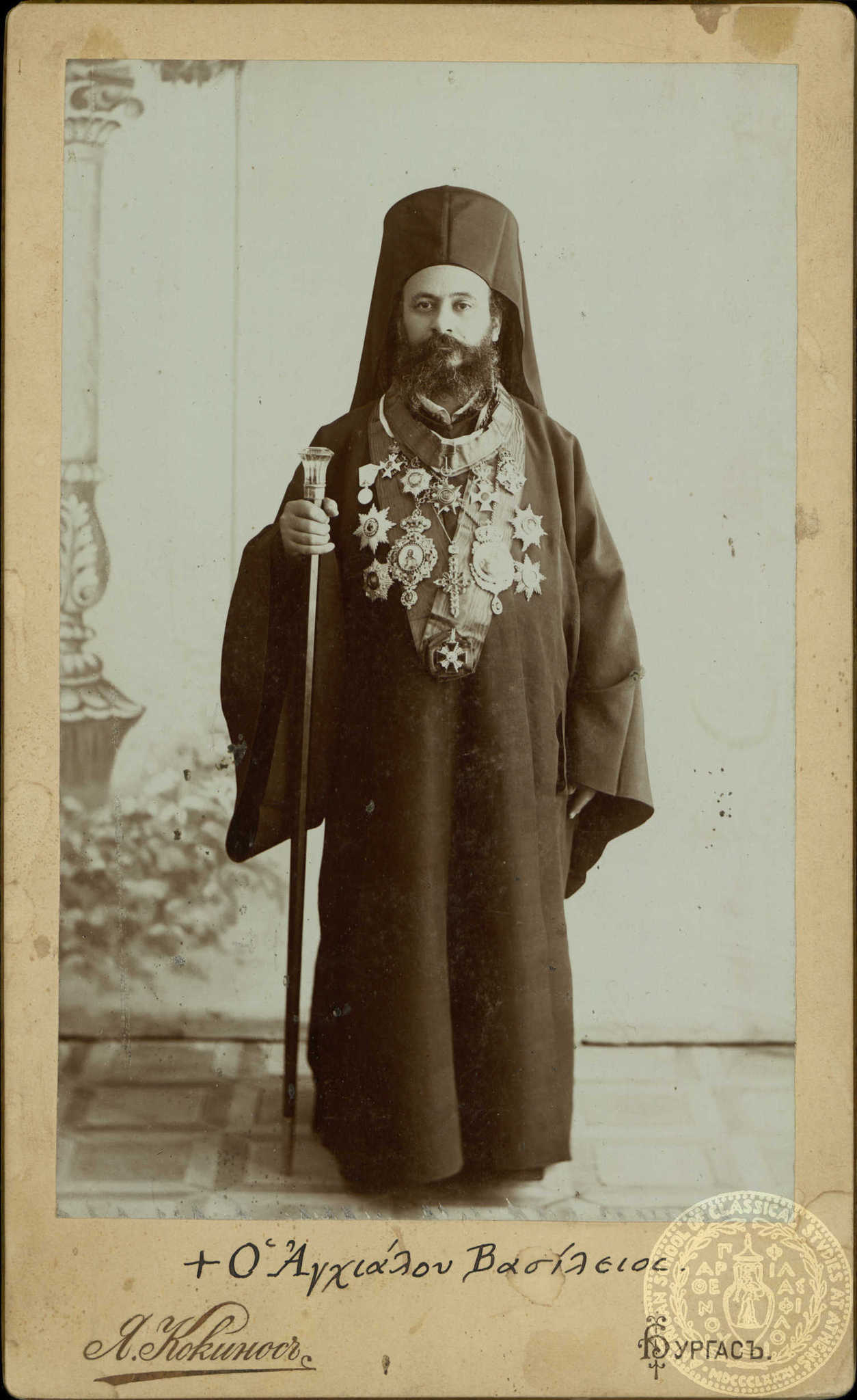
作為安奇亞洛主教的巴西利

他於1884年返回君士坦丁堡，並被任命為牧首神學院院長。同年12月，他接受執事與司鐸的按立，並由喬阿基姆大牧首任命為修道院院長。
1889年8月8日，他被選為安奇亞洛教區主教，並於9月24日受按立。擔任主教期間，他致力於教育發展。在他的任內，安奇亞洛建成了一座華麗的希臘女子學校大樓，並完成了雄偉的聖母教堂建築。巴西爾積極參與這些工作，甚至親自勞作，但未能維持牧群的團結。其最保守的部分群體轉而對抗他，向牧首提出控訴，並在報刊上發表文章。某段時間，他留在君士坦丁堡擔任會議成員，並加入反對牧首的陣營。1904年，他向雅典的希臘國家圖書館捐贈了一份教會音樂手稿，該手稿可追溯至1450年，內容包括對君士坦丁十一世的頌歌。1906年7月，巴西爾親眼目睹了一場摧毀昂希阿洛斯的大火，當時所謂的「主教代表團」焚燒了他的住所，並摧毀了他珍貴的圖書館。他本人被保加利亞人逮捕，關押在西利莫直到同年十月。釋放後，他被迫前往君士坦丁堡避難。隨後，他被派往塞浦路斯，協助解決當地長期存在的「塞浦路斯大主教問題」。
1909年2月7日，他當選為佩拉戈尼亞的大主教；1910年5月13日，他被調任至尼西亞大主教教區。

## 牧首時期
巴西爾三世在尼西亞停留至人口交換，當時包括時任牧首君士坦丁六世在內的人員被判定為可交換人口。在牧首辭職後，當地會議於1925年7月13日選舉79歲的巴西爾為繼任者。
在其牧首任內，希臘和土耳其之間簽署了人口交換協議，教會會議、牧首教區主教以及牧首本人被排除在外。1925年，羅馬尼亞自治教會被授予牧首級地位，但土耳其政府禁止召開原定於同年12月舉行的全東正教會議，該會議旨在討論曆法和其他議題。此外，他還與義大利政府進行談判，處理由義大利佔領的多德卡尼斯群島的教會管轄問題，並修訂了阿索斯山的憲章。
1928年9月4日，普世牧首教區通過牧首與會議法令，委派希臘教會臨時管理當時位於希臘國土內的普世牧首教區的省份，該法令詳細列出了十項條款，規定了移交條件。同年，他製備了聖油，批准了美國教會的憲章。此外，在他任內，牧首教區開始發行《東正教》雜誌。
巴西爾三世於1929年9月29日去世，享年83歲，並於10月2日葬於聖喬治主教座堂。
根據官方網站的資料，他曾是共濟會的成員。他的牧首任期被認為在經歷了之前數年的困難後，成功緩和並平衡了牧首教區與新生的土耳其國家的關係。